# 火怨
『火怨 北の燿星アテルイ』（かえん きたのようせいアテルイ）は、高橋克彦の長編歴史小説。平安時代初期の東北地方を舞台にした坂上田村麻呂とアテルイの戦いを、アテルイ・蝦夷の視点から描いている。
『河北新報』など数紙に1997年1月から1999年9月まで連載され、翌10月に発行。2002年に講談社で文庫化された。第34回吉川英治文学賞受賞作品である。
『炎立つ』『天を衝く』とあわせて、高橋克彦の「陸奥三部作」と呼ばれる。

## 主要登場人物
- 阿弖流為
- 盤具母禮
- 飛良手
- 伊佐西古
- 天鈴
- 伊治呰麻呂
- 紀古佐美
- 坂上田村麻呂

## 原作とする作品
テレビドラマ
- 火怨・北の英雄 アテルイ伝 - 2013年のNHK BSプレミアムのテレビドラマ。

舞台
- アテルイ－北の燿星 - 劇団わらび座のミュージカル。脚本は杉山義法。
- ミュージカル『阿弖流為 -ATERUI-』 - 2017年のミュージカル。宝塚歌劇団星組の選抜メンバーにより、シアタードラマシティ・日本青年館大ホールで公演。脚本・演出は大野拓史、主演は礼真琴[1]。